# Abu Mihdzsan
Abu Mihdzsan Abdalláh ibn Habíb asz-Szakafi (arab betűkkel أبو محجن عبد الله بن حبيب الثقفي – Abū Miḥǧan ʿAbdallāh ibn Ḥabīb aṯ-Ṯaqafī; ?, 6. század második fele – ?, 633 után) arab költő.

## Élete
A pogány korban született, de megérte az iszlám születését és diadalát. A Táif környékén élő Szakíf törzshöz tartozott. Amikor a Mohamed próféta vezette muszlimok 630-ban Táif ellen vonult, Abu Mihdzsan is az ostromlottak között volt, és állítólag megsebesítette a később kalifaságig jutó Abu Bakr egyik fiát. Végül 631-ben felvette az iszlámot, és részt vett a perzsák ellen vívott, híres kádiszijjai csatában. Mivel muszlimmá válva is hírhedten iszákos maradt, I. Omár kalifa többször is száműzte.

## Költészete
Huszonhárom rövid verse, illetve töredéke maradt fenn, ezek közül bensőséges, lírai hangvételű bordalai emelkednek ki. Egy híres versének alapmotívuma:
Ha majd meghalok, temessetek szőlőtő alá!
Hadd öntözze csontomat a szőlőt adó gyökér.
E motívum a későbbi arab-perzsa költészetben többször is felbukkan, például Omar Hajjám verseiben.